# Novoaltajsk
Novoaltajsk (rusky Новоалтайск) je město v Altajském kraji v Ruské federaci. Při sčítání lidu v roce 2010 měl přes sedmdesát tisíc obyvatel.

## Poloha a doprava
Novoaltajsk leží na Česnokovce, pravém přítoku Obu, do kterého se vlévá jen pár kilometrů pod městem. Od Barnaulu, správního střediska celého kraje, je Novoaltajsk vzdálen jen zhruba dvanáct kilometrů východně a je jeho satelitem.
Novoaltajsk je významný železniční uzel. Prochází přes něj jednak trať z Novosibirska přes Barnaul do kazašského Semeje, jednak Jihosibiřská magistrála vedoucí z Magnitogorsku do Tajšetu.
Zároveň se jedná i o dálniční křižovatku. Kříží se zde M52 z Novosibirsku k mongolsko-ruské hranici a A349 z Barnaulu ke kazašsko-ruské hranici.

## Dějiny
Vesnice Česnokovka je zde doložena od poloviny 18. století. Její význam vzrostl v roce 1915, kdy přes ni byla vybudována Altajská dráha Novonikolajevsk – Barnaul – Semipalatinsk, později prodloužená na Turkestánsko-sibiřskou dráhu. Navíc zde byla vybudováno odbočka do Bijsku.
V roce 1941, na začátku války na východní frontě, sem byla přesunuta vagonka z ukrajinského Dněprodzeržinsku, později přejmenovaná na Altajvagon.
V roce 1942 byla vesnice povýšena na město a v roce 1962 přejmenována na Novoaltajsk.

### Rodáci
- Konstantin Vasiljev (* 1970), hudební skladatel